# Evania canaliculata
Evania canaliculata är en stekelart som beskrevs av Jean-Jacques Kieffer 1905. Evania canaliculata ingår i släktet Evania och familjen hungersteklar. Inga underarter finns listade i Catalogue of Life.